# Anolis meridionalis
Calango bandeira (nome cientifico: ««Anolis meridionalis) é um lagarto de hábito diurno, com hábitos semi-arborícolas, mas também pode ser encontrado debaixo de cupinzeiros, que usa como abrigo. Sua dieta é composta principalmente por artrópodes.
Possui esse nome científico  devido à sua distribuição na América do Sul, é uma espécie endêmica do Cerrado, sendo A. annectens, A. chrysolepis, A.auratus, A. onca e A. lineatopus as espécies filogeneticamente mais próximas.

## Características
A. meridionalis são pequenos lagartos da família dos Polychrotidae é uma espécie que possui ampla  ocorrência na Bahia, Distrito Federal, Goiás, Mato Grosso, Mato Grosso do Sul, Minas Gerais, Rondônia e Tocantins.
estão no grupo de animais ectotérmicos, na qual utilizam fontes externas de calor para regularem a temperatura corporal, também utilizam a quimiorrecepção na busca por suas presas, como também a termorrecepçao, mecanismos pouco comuns em outros vertebrados
Possuem sua pele coberta por escamas característica que os tornam facilmente reconhecíveis, uma dupla fileira de escamas vertebrais aumentadas com coloração cinza ou marrom
Quando perturbados correm pequenas distâncias e ficam imóveis, parecendo sumir na folhagem.
Não existe dimorfismo sexual no tamanho de A. meridionalis, mas machos possuem cauda, mão e dedo IV mais alongados que fêmeas; essas, por sua vez, possuem o corpo mais alongado que machos, como em outras espécies de Anolis, fêmeas produzem somente um ovo por desova, mas é possível que apresentem mais de uma desova por estação reprodutiva.